# (35402) 1997 YK3
1997 YK3 (asteroide 35402) é um asteroide da cintura principal. Possui uma excentricidade de 0.21486400 e uma inclinação de 5.77467º.
Este asteroide foi descoberto no dia 17 de dezembro de 1997 por Beijing Schmidt CCD Asteroid Program em Xinglong.